# Brookfield, Connecticut
Brookfield är en kommun (town) i Fairfield County i Connecticut med 15 664 invånare (2000). Den har enligt United States Census Bureau en area på totalt 52,8 km² varav 1,6 km² är vatten.